# Surtees
A Surtees Racing autóversenyzésben érdekelt csapat volt, amely 1970 és 1978 között kilenc szezont töltött a Formula–1, a Formula–2 és a Formula–5000 versenysorozatban. Alapítója a neves autó-motorversenyző, John Surtees volt.

## Története
A csapatot John Surtees motorkerékpár- és autóversenyző alapította, aki 1964-ben Formula–1 világbajnok, emellett – több kategóriában is versenyezve – hétszeres gyorsaságimotor-világbajnok is volt. Ő az autó-motorsport egyetlen olyan bajnoka, aki motorral és autóval is világbajnokságot tudott nyerni.
Az első Surtees-autó az 1970-es Brands Hatch-i versenyen indult, ahol, bár a hetedik helyen haladt, kiesett. A Formula–1-ben első pontjait a TS7-essel szerezte, amikor az ötödik helyen ért célba a kanadai nagydíjon. Első győzelmét a Formula–1-en kívüli Golden Cup nevű versenyen aratta az angliai Outlon Parkban. Az 1971-es idényben a TS9 jelű autóval vettek részt. 1972-ben a csapat pilótái motorversenyzők voltak: Mike Hailwood és Tim Schenken. John Surtees 1972-ben futotta utolsó versenyét, amikor bemutatta a TS14-est, amellyel 1973-ban Hailwood vezette a bajnokok versenyét, ám hiba miatt kiállni kényszerült. 1974-ben a csapat komoly pénzügyi problémákkal küzdött. Ebben a szezonban először Jochen Mass és Carlos Pace voltak a pilótái, majd Derek Bell és Jean-Pierre Jabouille is vezette az autót. Az év végén új versenyautót mutattak be, amely a TS16 nevet viselte; a kocsi legjobb eredménye egy kilencedik hely volt Kanadában. 1975-ben a csapat pilótája John Watson majd Alan Jones volt, akinek a keze alatt a kocsi ütőképesnek bizonyult. 1978-ban a csapatnak nem volt elég támogatója, és ezzel John Surtees és a Surtees csapat végleg eltűnt a Formula–1-ből.

## Fordítás
- Ez a szócikk részben vagy egészben  a   Surtees című angol Wikipédia-szócikk fordításán alapul.  Az eredeti cikk szerkesztőit annak laptörténete sorolja fel. Ez a jelzés csupán a megfogalmazás eredetét és a szerzői jogokat jelzi, nem szolgál a cikkben szereplő információk forrásmegjelöléseként.